# Ascaltis
Ascaltis é um gênero de esponja marinha da família Leucascidae.

## Espécies
- Ascaltis agassizii Haeckel, 1872
- Ascaltis gegenbauri Haeckel, 1872
- Ascaltis goethei Haeckel, 1870
- Ascaltis intestinalis (Haeckel, 1870)
- Ascaltis lamarcki Haeckel, 1870
- Ascaltis poterium (Haeckel, 1872)
- Ascaltis procumbens (Lendenfeld, 1885)
- Ascaltis ventricosa Carter, 1886
- Ascaltis vitraea (Row & Hozawa, 1931)